# St Salvator's Hall
Cet article court présente un sujet plus développé dans : Université de St Andrews.

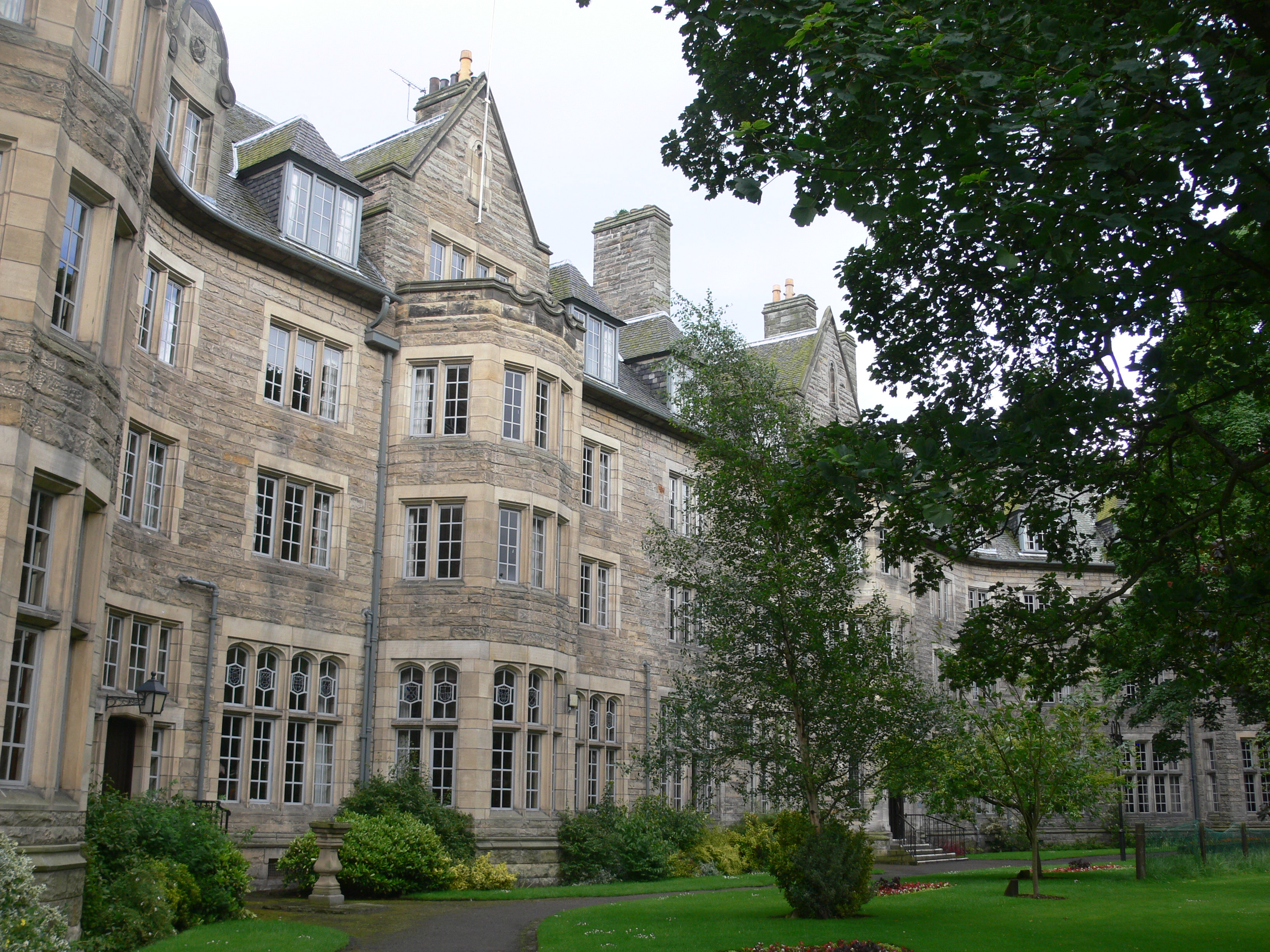
St Salvator's Hall

St Salvator's Hall, surnommé Sallies, est une résidence étudiante de l'université de St Andrews, en Écosse. Considérée comme l'une des résidences les plus prestigieuses de l'université, James Whyte Black et William de Cambridge y ont résidé.